# Laguna de Mar Chiquita (albufera)
La laguna de Mar Chiquita es una laguna costera localizada en el partido de Mar Chiquita, provincia de Buenos Aires. Fue declarada reserva de la biosfera por la Unesco en el año 1996.
En las cartas, la laguna aparece como un alargado espejo de agua paralelo al Mar Argentino del océano Atlántico, y de cuya separación se encarga una cadena de altas dunas. La laguna se ensancha y forma un verdadero mar interior, explicando el porqué de su nombre.

## Geografía

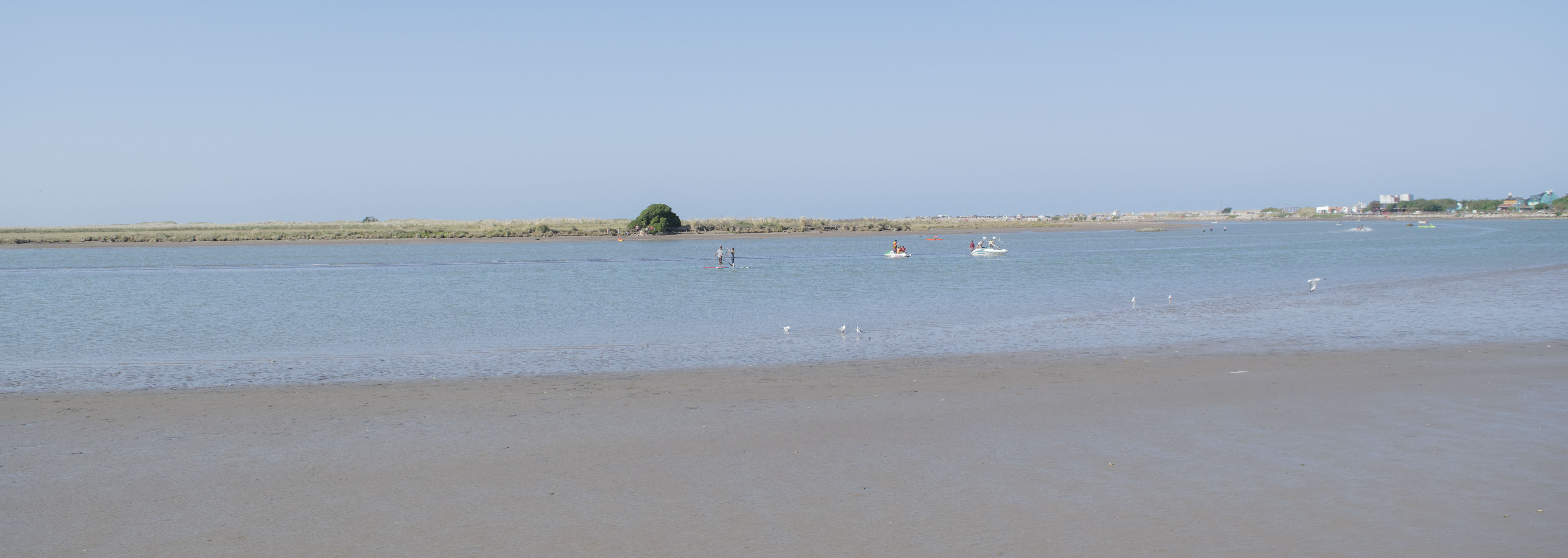
Vista de la laguna costera.

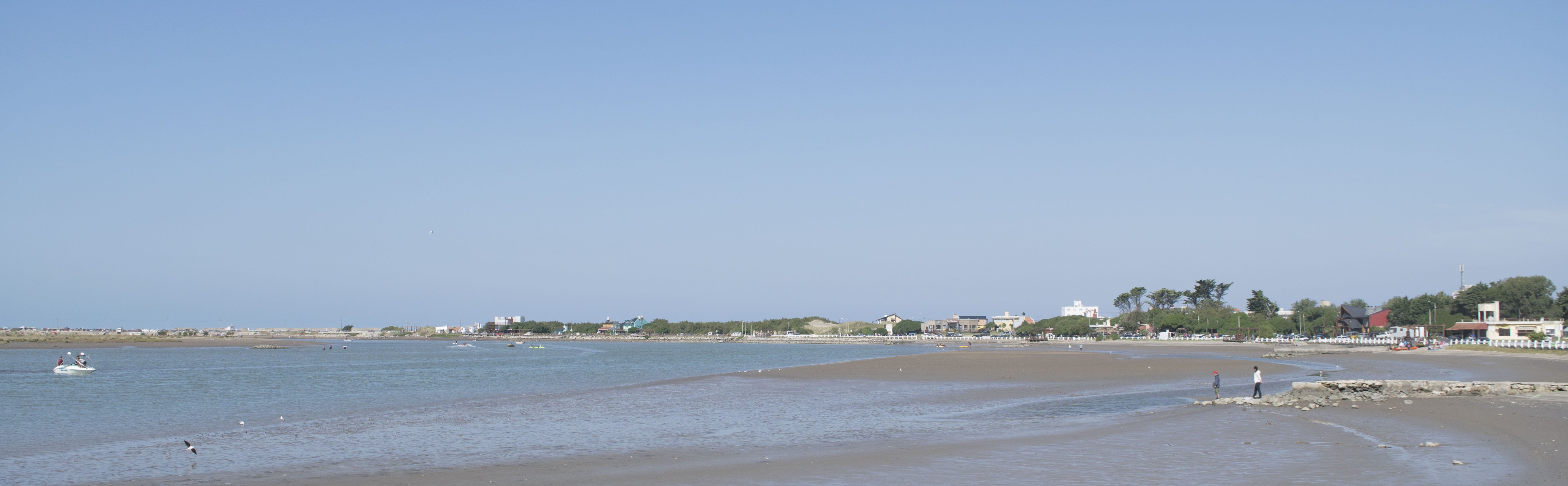
Vista de la laguna.

Le da nombre, a su vez, a la cuenca hidrográfica, involucrando a los partidos de Mar Chiquita, General Madariaga, Maipú, Ayacucho, Tandil, Balcarce, General Pueyrredón y Villa Gesell, 1 000 000 de ha.
La laguna recibe el aporte de arroyos de aguas dulces de la cuenca continental, que nacen en el sistema serrano de Tandilia, (arroyos Vivoratá y Dulce). Además, cuenta con una entrada marítima del Mar Argentino, a través de una boca, resultando una salinidad especial que la hace un ecosistema único. La laguna costera de Mar Chiquita es la única formación de su tipo en la Argentina, lo que le confiere un alto valor natural y social.
La zona del Parque Atlántico Mar Chiquito (en francés), constituye un área de interés ecológico, presentando una heterogeneidad ambiental en una superficie relativamente reducida: característica muy evidente con una transecta de 10 km de longitud perpendicular al mar donde se encuentran ecosistemas marinos,  playas de arena, dunas vivas, dunas vegetadas, praderas húmedas, pastizales halófilos, lagunas costeras, marismas, bañados salobres, bañados de agua dulce, arroyos, pastizales pampeanos, talares y lagunas de agua dulce.
La heterogeneidad ambiental se refleja en la fauna de aves, que constituyen uno de los grupos más conspicuos, por su tamaño, colorido y canto. Estas tienen un rol fundamental en la dinámica ecológica del ecosistema estuarial, actuando como uno de los principales grupos consumidores y aportando una gran cantidad de detritos.

## Biogeografía
La zona de la laguna costera presenta características ecotonales, donde se relacionan diferentes ambientes y grandes unidades biogeográficas como la región Neotropical con la Región Antártica y la provincia Fitogeográfica del Espinal con la provincia Fitogeográfica Pampeana.
Con la selva, el ecosistema marino es una más de las preocupaciones del conservacionismo. Esto es así porque:
- son "ecotonos", franja intermedia, entre dos ecosistemas distintos, que los hace muy ricos, con especies animales y vegetales del mar y de la tierra, alguna de ellas "adaptadas", lo que amplia aún más la riqueza del área;
- son frágiles, con riesgos de deterioro y degradación.

La región presenta características propias de las llanuras (Llanura Pampeana), donde las pendientes son menores al 1 %, y cobra importancia el microrrelieve, que forma bajos donde se acumula agua y constituir bañados, lagunas, etc. Hay formas secundarias del relieve que quiebran la uniformidad, a saber:
- cordones de conchilla, que corren subparalelamente a la costa;
- lomas de constitución loessoide;
- Dunas, en una franja paralela a la costa de más de 40 km de largo, y hasta 30 m de altura, operan como contención del mar, y depósitos de agua dulce.

Al ser una laguna paralela al mar, separada de este por cordones arenosos, se denominó laguna Mar Chiquita, en este caso haciendo referencia a una laguna costera.
La circunstancia de recibir agua de mar y dulce continental hace la variación en los volúmenes aportados por ambos ambientes se traduce en variaciones de salinidad dentro de la laguna. El tenor salino aumenta en el verano a causa de la evaporación intensa. A su vez, debido a la pequeña amplitud de mareas en la boca, la influencia del mar se halla restringida al último kilómetro del canal de desembocadura.
El cuerpo de la laguna costera es el nexo entre las aguas oceánicas y las continentales, recibiendo aportes de los arroyos Chico, De las Gallinas, Grande, Dulce, De los Huesos y Vivoratá. Salvo el Arroyo de los Huesos, que tiene sus nacientes en las cercanías de Vivoratá, el resto tienen sus cabeceras en las sierras de Tandil y Balcarce, siendo estos de carácter perenne. Existen a su vez canales artificiales de drenaje 5.ª, 7.ª y 8.ª, que avenan la región, ya que la conjunción del terreno llano con las dunas impide un drenaje rápido de las aguas.
Las características de sus suelos (en general, arenosos y arcillosos, con variaciones locales) se deben a la constitución geológica del terreno y a su relieve. El factor climático no tiene aquí la importancia que se manifiesta en otros tipos de suelos.
El clima es templado, húmedo, con lluvias todo el año y veranos frescos.
Por estar en la Región Pampeana, su vegetación tiene las características propias de la estepa. Predominan las praderas saladas, donde aparecen en menor escala flechillas paposa, juncos, espartillas, y algunas otras. Si bien "Pampa" significa planicie sin árboles, existe en la misma un árbol autóctono, el tala Celtis spinosa, cuya concentración más austral en la provincia, Talar del Rincón de Marín se halla en las cercanías de la Reserva, la acción de los vientos y de los pájaros (este fenómeno puede observarse bajo los alambrados) hacen que aparezcan ejemplares de Tala dentro de los límites de la Reserva.
La riqueza de la fauna reside en las aves y en los peces corvina, lisa, lenguados, pejerreyes, etc., y no faltan coipos, carpinchos, tucos, gatos salvajes, peludos, mulitas, cuises, zorro gris o zorro de las pampas, entre otros.

## Avifauna
El número de especies registradas es de 168, distribuidas en 51 familias. Las familias mejor representadas son: Anatidae (patos) con 14 especies; Tyrannidae (benteveo, churrinche, etc.) con 13 especies; Scolopacidae (chorlos) con 12 especies; Laridae (gaviotas y gaviotines) con 11 especies y Furnariidae (hornero, canasteros, etc.) con 10 especies. 
Tan solo en la laguna costera, viven 88 especies de aves, con 27 familias, de las cuales, las mejor representadas son: Anatidae, Laridae, Scolopacidae, Charaldridae (chorlitos), Tyranidae, Furnarlidae, Padicipedidae (macaes), Ardeidae (garzas) y Rallidae (gallaretas).
Hay dos grandes regiones, la sur, con predominio de especies marinas y, una norte, de mayor extensión, con dominancia de especies estuariales y continentales.
Por su riqueza ornitológica, está catalogada como una de las áreas importantes para la conservación de las aves en Argentina.

### Migraciones
La laguna de Mar Chiquita es visitada por 38 especies de aves migratorias provenientes de Norteamérica, países limítrofes de Sudamérica y de la Patagonia. Entre las especies migratorias se pueden considerar cuatro grupos:
- Visitantes estivales (migrantes-norteamericanos). Aves que nidifican en América del Norte y vuelan hasta Argentina permaneciendo en la primavera y verano austral con fines tróficos. En términos generales se los registra en la zona desde agosto a mayo. Este grupo incluye 18 especies de las cuales 15 son chorlos (becasa de mar, chorlos de patas amarillas, chorlos rojizos, etc.), 2 gaviotines y 1 golondrina

- Visitantes invernales (migrantes patagónicos). Especies que nidifican en la Patagonia en primavera y verano y se desplazan hacia el centro y el norte de Argentina y países limítrofes en otoño e invierno. A la laguna costera llegan de marzo a abril y se retiran en octubre. Abarcan 23 especies tanto acuáticas (chorlo de pecho castaño, gaviotín sudamericano, etc.) como terrestres (remolinera común, bandurria, etc.)

- Visitantes estivo-otoñal. Incluye una especie, el rayador, que presenta patrones de presencia y abundancia particulares y del cual existe poca información, así como de su área de cría. Se encuentra en la laguna costera bandadas numerosas de diciembre a junio-julio

- Residentes estivales (migrantes) subtropicales. Aves que nidifican en el centro de la Argentina en primavera y verano y se dirigen al norte del país y países limítrofes en otoño e invierno. Se observan en Mar Chiquita entre agosto y mayo. Este grupo incluye 29 especies en su mayoría terrestres (churrinche, tijereta, pico de plata, etc.)

## Pesca deportiva
Se caracteriza por la pesca de pejerreyes en invierno, y grandes lisas y corvinas negras en verano.
Aunque dentro de la laguna la pesca es buena, el pesquero deportivo principal y que la ha hecho famosa, es la boca abierta de conexión al mar de la laguna costera. Allí, un canal se encarga de unir laguna con mar y, de acuerdo al horario de las mareas, el agua entra del mar hacia la laguna o sale de la laguna hacia el mar. La entrada o salida del agua determina la presencia de lenguados en busca de los cardúmenes de pejerreyes que ingresan o egresan de la laguna. 
El mejor pesquero de costa se encuentra en la margen opuesta al poblado. Los lugareños cruzan a los pescadores en sus botes por una mínima tarifa. La boca de la laguna costera es un sitio agreste y ventoso, y no existen servicios, por lo que el pescador deberá llevar todo lo necesario para su jornada de pesca. Los ejemplares de lenguado van de 2 a 10 kg y los mejores meses son los de verano.

## Centro de Experimentación y Lanzamiento de Proyectiles Autopropulsados Mar Chiquita
El Centro de Experimentación y Lanzamiento de Proyectiles Autopropulsados Mar Chiquita es un conflictivo lugar con afectación ambiental negativa, se trataba de un antiguo centro de investigaciones y lanzamiento de cohetes meteorológicos. Desafectado de su propósito principal, en la actualidad se utiliza como sitio de práctica de tiro antiaéreo y de bombardeo aéreo y se continúan las actividades científicas de recepción y procesamiento de imágenes satelitales (Satélites de la serie NOAA) para aplicación a la investigación, en convenios con universidades locales.